# 機構学
機構学（きこうがく、英: mechanism）は機械工学の一分野であり、歯車によるエネルギー伝達の他、チェーンによる伝達、過負荷時にはスリップせしめるベルト伝動機構、蒸気機関車の車輪やエンジンに見られるスライダー機構やリンク機構等、機械部品の形状や配置を単純化し、それら相互の相対運動を研究する学問である。